# Cuigy-en-Bray
Cuigy-en-Bray è un comune francese di 1 021 abitanti situato nel dipartimento dell'Oise della regione dell'Alta Francia.

## Società

### Evoluzione demografica
Abitanti censiti